# Островіте (гміна)
Гміна Островіте (пол. Gmina Ostrowite) — сільська гміна у північно-західній Польщі. Належить до Слупецького повіту Великопольського воєводства.
Станом на 31 грудня 2011 у гміні проживало 5128 осіб.

## Територія
Згідно з даними за 2007 рік площа гміни становила 104.10 км², у тому числі:
- орні землі: 81.00%
- ліси: 7.00%

Таким чином, площа гміни становить 12.42% площі повіту.

## Населення
Станом на 31 грудня 2011:
| Опис     | Загалом | Загалом | Чоловіки | Чоловіки | Жінки | Жінки |
| -------- | ------- | ------- | -------- | -------- | ----- | ----- |
| одиниця  | осіб    | %       | осіб     | %        | осіб  | %     |
| все      | 5128    | 100     | 2601     | 50.72    | 2527  | 49.28 |
| міське   | 0       | 100     | 0        |          | 0     |       |
| сільське | 5128    | 100     | 2601     | 50.72    | 2527  | 49.28 |

## Сусідні гміни
Гміна Островіте межує з такими гмінами: Казімеж-Біскупі, Клечев, Повідз, Слупца.